# Roderick Chisholm
Roderick Chisholm (27. listopadu 1916 – 19. ledna 1999) byl americký filozof, představitel platonismu a russellovského racionalismu. Zabýval se epistemologií, metafyzikou, otázkami svobodné vůle a vnímání. Oponoval vlivným koncepcím Willarda Van Ormana Quinea.